# Teletón 2015 (Chile)
La Teletón 2015 fue la vigésima séptima versión de la campaña solidaria que se realizó en Chile, la cual buscó recaudar fondos para la rehabilitación de niños con deficiencias motrices. Se realizó desde el Teatro Teletón a partir de las 22:00  del viernes 27 de noviembre hasta las 21:05  del sábado 28 de noviembre y desde el Estadio Nacional Julio Martínez Prádanos desde las 22:00  en su recta final. La niña símbolo de esta edición fue Antonella Alcántara.
A la 1:10 del domingo 29 de noviembre, y luego de 27 horas y 18 minutos de transmisión ininterrumpida, el monto recaudado durante la jornada solidaria fue de CL$ 30 601 978 621 (US$ 42 917 317,45), superando en un 8,61 % la meta propuesta. El 18 de diciembre, el gerente general del Banco de Chile Arturo Tagle, el presidente del Directorio de la Fundación Teletón Humberto Chiang y la Directora Ejecutiva Ximena Casarejos, entregaron la cifra final alcanzada en esta campaña, llegando al total de CL$ 36 126 424 717 (US$ 50 664 999,71), que representa un 28,21 % por sobre la meta trazada.

## Campaña

### Lanzamiento
El lanzamiento oficial de la campaña fue el 1 de octubre en el Teatro Teletón, donde se presentó el himno de la campaña, que incluye el lema "Teletón, la hacemos todos", fueron interpretados por Mario Guerrero, Consuelo Schuster, Tommy Rey, Américo, Shamanes, Zaturno, Naykon, Karnasa, Joe Vasconcellos y Natalino.

### Antecedentes
El 3 de noviembre se realizó una reunión de trabajo con profesionales de Teletón, animadores, rostros y directores de televisión, en la cual se informó sobre las principales novedades del evento televisivo. Mario Kreutzberger señaló que "este año más que nunca necesitamos sumar a todos los chilenos, y para ello estamos preparando diferentes actividades en las que podrán participar desde sus casas, desde la calle, sus barrios y a lo largo de todo el país". Además expresó su deseo de que el bloque de cierre se efectúe en el Estadio Nacional y añadió que "en ese lugar queremos realizar un gran hito y unirnos a las 12 de la noche en un abrazo solidario, de norte a sur y de mar a cordillera.  La idea es abrazar a quien tengamos al lado y simbolizar que, pese a que este año ha sido complejo, como chilenos no podemos perder la cualidad que más nos caracteriza, que es nuestra solidaridad y la preocupación por el otro".
Alex Hernández, director del segmento de cierre del evento en el Estadio Nacional, señaló a la prensa que se está trabajando para tener todos los equipos eléctricos resguardados en caso de que las condiciones climáticas sean las mismas que afectaron a Santiago el año anterior, motivo por el cual se suspendió el show en el recinto ñuñoino. Asegura que "la organización tiene como objetivo que en caso de mal tiempo el cierre no sea suspendido por condiciones técnicas" y confirma que "en la eventualidad de que se tome la decisión de hacer el cierre en otro lugar, esta sólo emane del organismo de Gobierno con las competencias y atribuciones para hacerse cargo de ella (Superintendencia de Electricidad y Combustibles (SEC)), en ningún caso porque la organización no cumplió con los requerimientos técnicos para realizar el cierre". Incluso considera la opción de techar el escenario para resguardar todo el aparataje electrónico en caso de ser necesario.
El 9 de noviembre se dio a conocer la encuesta "Identidad Chilena" organizada por el Fundación Imagen de Chile, en la cual el 20% de los encuestados consideran que el hito más importante y/o que más los identifica es la Teletón, superando las Fiestas Patrias (18%), el rescate de los 33 mineros (14%), el título de campeón de la Selección Chilena en la Copa América 2015 (14%), los premios Nobel de Gabriela Mistral y Pablo Neruda (7%), entre otros hechos o eventos.
Una de las novedades que tendrá la campaña solidaria en esta versión es que, después de 26 años, ya no estuvieron los telefonistas, ese rol que cumplían diferentes rostros de televisión representando a alguna región y que establecían contactos telefónicos con las sucursales del Banco de Chile en regiones. En esta versión fueron reemplazados por la "Mesa Digital" donde variadas figuras de la televisión estuvieron a cargo de las distintas redes sociales. De esta forma, la fundación pretende estar acorde a los tiempos modernos y los cambios tecnológicos, y además la organización lanzó el 23 de noviembre, la aplicación para teléfonos móviles "Aplicatón", plataforma con la cual el público pudo acceder vía streaming a lo que estaba ocurriendo durante toda la jornada solidaria, no sólo lo que ocurre en el escenario principal, sino que también en el backstage o en el escenario de las diferentes regiones, saber qué es lo que había sucedido en los diferentes puntos del programa, y también dar la opción al público de votar en los concursos.
El 23 de noviembre se entregaron de forma gratuita las entradas para los distintos bloques del programa en el teatro y del segmento de cierre en el Estadio Nacional. Los boletos fueron distribuidos en ambos recintos y con un máximo de dos por persona. Fueron 4.200 tickets disponibles para el teatro y cerca de 40.000 en el recinto ñuñoino.
Otra novedad de esta campaña fue la "Matinatón" que se realizó el viernes 27 de noviembre. Los rostros principales y sus equipos, desplegaron sus móviles para adelantar información y lugares para vivir la jornada participativa y solidaria. Junto a los animadores principales estuvo Don Francisco para invitar a los chilenos a sumarse a la campaña. Hasta los estudios de Chilevisión llegaron los animadores ancla de cada canal para realizar una transmisión conjunta desde las 11:00  motivando al país con un mensaje de unidad, con los preparativos de la noche.

### Gira Teletón
La gira comenzó el 4 de noviembre, y fue transmitida vía streaming por el sitio web de la Teletón. En su tramo norte, la gira realizó actos en las ciudades de:
- Arica: 4 de noviembre
- Iquique: 5 de noviembre
- Antofagasta: 6 de noviembre
- Calama: 7 de noviembre
- La Serena: 8 de noviembre

Tras un breve descanso, la delegación retomó su periplo hacia el sur, el cual no se realizó por tren, debido a que dicho servicio fue suspendido hasta el 4 de diciembre. El tramo comprendió las ciudades de:
- Talca: 10 de noviembre
- Concepción: 11 de noviembre
- Temuco: 12 de noviembre
- Valdivia: 13 de noviembre
- Puerto Montt: 14 de noviembre
- Coyhaique: 15 de noviembre

Los artistas que se presentaron en esta gira fueron: Noche de Brujas, Shamanes, Mario Guerrero, Natalino, Megapuesta, Tomo como Rey, Zaturno, entre otros. Todos ellos estuvieron acompañados por los presentadores Eduardo Fuentes, Jean Philippe Cretton, Karol Lucero, Cecilia Bolocco, José Miguel Viñuela, entre otros.
Además, y como ya es tradición desde la gira del año 2012, se hicieron algunas paradas de día en ciudades intermedias, en donde parte de la delegación realizó presentaciones. Estos "mini shows" se efectuaron en:
- Curicó: 10 de noviembre
- Chillán: 11 de noviembre
- Mariquina: 13 de noviembre
- Osorno: 14 de noviembre

## Participantes
| Chilenos - Américo - Augusto Schuster - Bafochi - Cachureos - Francisca Valenzuela - Jordan - Juan Antonio Labra - Kanela - La Noche - La Sonora de Tommy Rey - Leo Rey - Los Atletas de la Risa - Los Jaivas - Lucybell - Mario Guerrero - Myriam Hernández - Natalino - Noche de Brujas - Power Peralta - Sonora Palacios - Stefan Kramer - Tomo como Rey Internacionales - Axel - Diego Torres - Carlos Vives - Jeloz - Luis Fonsi - Miguel Bosé - Osmani García - Yotuel Romero - Yuri | - Mario Kreutzberger Don Francisco - Rafael Araneda - Cecilia Bolocco - Diana Bolocco - Martín Cárcamo - Carolina de Moras - Karen Doggenweiler - Julián Elfenbein - Ignacio Franzani - Luis Jara - Kike Morandé - Katherine Salosny - Tonka Tomicic - Juan Carlos Valdivia - Julia Vial - José Miguel Viñuela - Antonio Vodanovic - Karla Constant - Cristián Sánchez - Ivette Vergara - Eduardo de la Iglesia - Carmen Gloria Arroyo - Sergio Lagos - Claudia Conserva - Andrés Caniulef - Jean Philippe Cretton - María Luisa Godoy - Eva Gómez - Amaro Gómez-Pablos - Catalina Edwards - Francisca García-Huidobro - Paulo Ramírez | - Francisco Saavedra y Jennifer Warner (Facebook) - Pamela Díaz y Karol Lucero (Twitter) - Alejandra Fosalba y Fernando Godoy (Instagram) - Cristián de la Fuente (Internacional) - Eduardo Fuentes (Aplicatón) - Nicolás Copano (Skype) - ADN Radio Chile - Radio Carolina - Radio Cooperativa - Radio La Clave - Radioactiva - Disney Chile |

## Transmisión
La transmisión del evento se realizó en conjunto por todos los canales de televisión agrupados en ANATEL y ARCATEL: 
- TVN/TV Chile/Canal 24 Horas
- Chilevisión
- Mega/Mega Internacional (internacional)
- UCV Televisión
- Telecanal
- Canal 13/13i/T13 Móvil
- La Red
- Telenorte
- Más Visión (Transmitido las primeras y últimas horas del evento)
- Via X
- Zona Latina

El 17 de julio de 2014, La Red renunció a su afiliación a ANATEL, sin embargo se mantiene en la transmisión de la Teletón.

### Programación
El evento estuvo compuesto por los siguientes bloques:
| Horario                                | Bloque           | Contenido y presentaciones musicales |
| -------------------------------------- | ---------------- | --- |
| 22:00 - 02:50                          | Obertura         | Con un saludo de los representantes de Anatel, comenzó el bloque con el cual se dio inicio a la campaña solidaria y que fue conducido por Mario Kreutzberger, Rafael Araneda, Luis Jara, Martín Cárcamo, Tonka Tomicic, Karen Doggenweiler, Katherine Salosny y Julián Elfenbein. Contó con la presencia de autoridades invitadas, se exhibieron los testimonios iniciales, se entregaron las primeras donaciones y hubo contactos con diferentes puntos del país, los que estarán a cargo de: Eva Gómez (Norte), Andrés Caniulef (Sur), Amaro Gómez-Pablos (Centro Norte), Jean Philippe Cretton (Sur), María Luisa Godoy (Centro Sur) durante toda la jornada solidaria. Don Francisco empezó con su tradicional discurso motivacional alentando a los chilenos a colaborar y también lo hizo la presidenta Michelle Bachelet. Álvaro Salas puso la cuota de humor durante las primeras horas de la campaña. - Presentaciones musicales: - Mario Guerrero, Consuelo Schuster, Tommy Rey, Américo, Shamanes, Zaturno, Naykon, Karnasa, Joe Vasconcellos, Natalino y DJ Méndez — «Teletón, la hacemos todos» (himno de la campaña) - Carlos Vives — «Volví a nacer», «Cuando nos volvamos a encontrar» - Myriam Hernández — «Ay amor», «La fuerza del amor» - Mario Guerrero — «Para mi ex»/«Te amaré»/«Mi credo» (medley) - Garras de amor — medley de sus mejores éxitos (desde el frontis de la Municipalidad de Puente Alto) - Augusto Schuster — «Lloré» (desde el frontis de la Municipalidad de Puente Alto) - Lucybell — «Sálvame la vida» |
| 02:54 - 07:40                          | Noche Teletón    | Bloque de humor y trasnoche que fue conducido por Cecilia Bolocco, Antonio Vodanovic, Ignacio Franzani, Diana Bolocco, Julia Vial, Juan Carlos Valdivia, José Miguel Viñuela y Kike Morandé, en donde estuvieron los siguientes segmentos: - Sketch con animadores y actores en la cual realizaron una caracterización de los jugadores de la selección chilena. Allí participaron Martín Cárcamo (Arturo Vidal), Luis Jara (Gary Medel), Fernando Godoy (Alexis Sánchez), Cristián Sánchez (Mauricio Pinilla), Ignacio Gutiérrez (Gonzalo Jara), Julián Elfenbein (Jean Beausejour), Eduardo de la Iglesia (Jorge Valdivia), Mario Kreutzberger (Claudio Bravo), Pamela Díaz, Fernando Solabarrieta, Cristián Henríquez como la Rupertina, Jhendelyn Núñez, Sabrina Sosa, Carlos Cazsely e Iván Zamorano. - Solteras sin compromiso: recordado segmento de Sábado Gigante el cual fue conducido por Pamela Díaz y Karla Constant, quienes tuvieron la misión de presentar a los cuatro galanes que buscaron ganarse el corazón del público femenino: Ariel Levy, Marco Ferri, Tony Spina y Horacio de la Peña. El público en el teatro y los televidentes pudieron participar votando a través de la aplicación de la Teletón, "Aplicatón", y con un 82 % de las preferencias el ganador fue Ariel Levy quien se coronó como "Mister Teletón". - Vedetón: tradicional segmento de trasnoche que fue conducido por Eduardo Fuentes y Claudio Palma, que este año fue algo más recatado que en versiones anteriores, según explicó el director del bloque Daniel Hernández. Se presentaron en el escenario Francisca Ayala (interpretando a Jennifer Lopez), Gabriela Zambrano (interpretando a Beyoncé), Sandra O'Ryan (interpretando a Lady Gaga), Yuyuniz Navas (interpretando a Rihanna) y Yasmín Valdés (interpretando a Britney Spears). Al igual que en el segmento anterior, el público en el teatro y los televidentes escogieron a la ganadora a través de la "Aplicatón", la cual fue Yasmín Valdés con un 65 % de las preferencias, coronándose como "Miss Teletón". - Consometón: segmento que se transmitió desde la Vega Central conducido por Ivette Vergara, en la cual se reunió a todos los chefs de la televisión en torno a la creación de más de dos mil litros de consomé, que se entregaron a cambio de una donación voluntaria para la Teletón, que fue de $10 400 000. Durante el bloque se presentaron Los Atletas de la Risa con una rutina sin censura que fue disfrutada por todos los presentes en el teatro. - Presentaciones musicales: - Kuatreros del Sur — «El baile del gusano» (desde la Vega Central) - Jordan — «Y que pasó?» (desde la Vega Central) - Croni-K |
| 07:45 - 11:40                          | Mañana Teletón   | Bloque matinal conducido por Martín Cárcamo y Karen Doggenweiler en el teatro y Yuri en la Estación Central. Se repitió la Matinatón en donde los conductores de los diversos matinales de los canales de televisión estuvieron revisando los diarios y comentando todo lo relacionado con la Teletón. Don Francisco compartió junto con vecinos del pasaje Los Peumos de la comuna de Estación Central el tradicional desayuno. Además este bloque también estuvo dedicado al público infantil/juvenil con el segmento "Levantate mamita, levanta a mi papá". Se realizó la Corrida Cuprum, que partió y tuvo su meta en el frontis del Palacio de la Moneda. También se hizo una charla con niños al estilo de Los Niños de la Conversación de Sábado Gigante. También estuvo presente la Radiotón, en donde diversas figuras radiales presentarán números musicales. - Presentaciones musicales/artísticas: - Yuri — «Ahora» (desde la Estación Central) - El circo del mundo - Sofía Reyes — «Conmigo, rest of your life» - Shamanes y Zaturno - Síndrome — «No se puede vivir sin amor» - Carola Soto — «Celos» (Daniela Romo) - Cristóbal — «Basta ya» - Consuelo Schuster — «Por qué te vas» (Jeanette) - Alejandro de Rosas — «No quiero verte así» - Álvaro Scaramelli — «Déjenme» - La Noche — «Si me dices adiós» |
| 11:45 - 13:10                          | Mediodía Teletón | Bloque en donde se efectuó la "Asadotón" en La Florida y se realizó el "Tenistón" en el Court Central del Estadio Nacional que consistió en un partido de dobles entre la pareja de Rafael Araneda y Nicolás Massú (caracterizado como Carola de Moras) frente al binomio formado por Carolina de Moras (caracterizado como Nicolás Massú) y Horacio de la Peña. También jugaron varios tenistas profesionales. |
| 13:15 - 14:01                          | Noticias Teletón | Bloque de noticias con Constanza Santa María (Canal 13), Juan Manuel Astorga (TVN), Maritxu Sangroniz (Mega) y Karim Butte (Chilevisión) desde el estudio de Teletrece de Canal 13 con las últimas informaciones de Chile y del mundo, y de lo que estaba ocurriendo con respecto a la campaña solidaria. |
| 14:06 - 16:56                          | Tarde Teletón    | Segmento conducido por Cecilia Bolocco y Kike Morandé y que comenzó con la presentación de José Sapiain acompañado del grupo de danza de Power Peralta. Se retomó el contacto con la comuna de La Florida donde se realizó la "Asadotón", se siguieron estableciendo contactos con las distintas ciudades para conocer distintos aportes para la campaña. Se realizó la "Zumbatón" en el Parque O'Higgins, donde a las 16:42 se logró la meta y el récord Guiness de 13 417 participantes. Se presentaron diversos artistas en el segmento "Puro talento" al estilo de "Talento chileno" y "Rojo fama contrafama". - Presentaciones musicales/artísticas: - Tomo como Rey — «Los que toman como rey» - Yotuel Romero - «Me gusta» - Grupo de ciclodanza a cargo de Rodrigo Díaz (desde la elipse del Parque O'Higgins) - Natalino - Jeloz - Por ti - Augusto Schuster y Juan Antonio Labra — «Negra» |
| 17:06 - 21:09                          | Estelar          | Bloque vespertino desde el Teatro Teletón, donde se exhibieron los últimos reportajes y se entregaron diversos aportes a la campaña. A pocos minutos del cierre de este bloque, la familia Luksic, vía comunicado, donó $ 3 100 000 000 para la construcción del nuevo centro de Antofagasta, en función de la superlotación del actual terreno y estructura más un aparcamiento inclusivo. - Presentaciones musicales: - Bafochi, Los Jaivas, Kanela y Jordan — «Reina del Tamarugal»/«Todos juntos» (Homenaje al folclor chileno) - Gipsy Kings — «Volare»/«Baila Me»/«No volveré»/«Bamboleo» - El Llanero de Ñuble, Chumbeques, Combo Tortuga, La Sonora de Tommy Rey y Los Viking's 5 — Medley - Los Ángeles Negros y Nicole — «Cómo quisiera decirte»/«Y volveré» - Yuri — «Dame un beso» (desde el Estadio Nacional) - Marcelo y Cachureos — Medley (desde el Estadio Nacional) - Adrián Martin Vega — «Que bonito» (cover de Rosario Flores, primera presentación) |
| Noticieros de cada canal (21:10-21:59) |                  | |
| 22:00 - 01:18                          | Cierre           | Con un pequeño video motivacional, comenzó el último segmento que se transmitió desde el Estadio Nacional Julio Martínez Prádanos luego de 3 años, puesto que en la versión anterior no se pudo efectuar debido a las lluvias caídas en Santiago; en la cual estuvieron diversos artistas y se incluyeron las últimas donaciones. En la conducción estuvieron Mario Kreutzberger, Rafael Araneda, Karen Doggenweiler, Julián Elfenbein, Katherine Salosny, Luis Jara, Tonka Tomicic, Martín Cárcamo, Carolina de Moras, Antonio Vodanovic y Cecilia Bolocco. Valentín Trujillo estuvo en el piano en los primeros minutos del bloque. Como estaba planeado desde el inicio del programa, a las 00:00 se dio el "Abrazo de Chile". Se presentó Stefan Kramer con una rutina de imitaciones en la que personificó a Don Francisco, Luis Jara, Romeo Santos y Enrique Iglesias. A las 01:10 se entregó el cómputo final: $30 601 978 621. Después de dar la cifra, Mario Kreutzberger, acompañado de todos los animadores se dirigió al público en el estadio: "Creo que esta ha sido una noche maravillosa, pero una noche también difícil. Quiero agradecer muy especialmente a todos mis colegas de la televisión abierta, quiero agradecer a todos los productores, a los cientos de personas que trabajaron arduamente para sacar un buen programa, una buena Teletón de 27 h. Quiero agradecer a todos aquellos que nos escucharon, aunque tardíamente algunos, para que superáramos la meta. Yo pienso que son 38 años que hemos hecho una obra maravillosa, he invitado a colegas para que también recorran Chile, representen a los institutos y para que vayan tomando un papel mas preponderante en esta Teletón, por que yo creo que lo más importante es que esta linda actividad no se pierda y la podamos traspasar a una nueva generación. Muchas gracias, a nombre de mis colegas, a todo Chile por permitirnos mantener en alto la rehabilitación de las 30 000 familias que atendemos. ¡¡Gracias, Chile!! ¡¡Buenas noches!!" Luego de aquello, vino la presentación de Noche de Brujas y con ello, y acompañado de un show pirotécnico, concluyó la vigésima séptima versión de esta campaña. - Presentaciones musicales: - Isidora Guzmán y Manuel García — «Luchín» (Víctor Jara) / Diego Torres, Denise Rosenthal, Luis Jara, Javiera Mena, Augusto Schuster y Kanela — «Color Esperanza» - Luis Fonsi — «Corazón en la maleta», «No me doy por vencido» - Osmani García — «El taxi», «Sacúdete la arena» - La Sonora de Tommy Rey y Leo Rey — «El galeón español»/«Que nadie se entere»/«Amor sobre 4 ruedas»/«Daniela» - Axel — «Nací para amarte»/«Te voy a amar»/«Celebra la vida» - Coreografía de Power Peralta y su grupo - Carlos Vives — «Fruta fresca», «Pa' Mayté» - Diego Torres — «La vida es un vals» - Daddy Yankee — «Limbo» - Miguel Bosé — «Libre ya de amores», «Morena mía», «Nena» - Mon Laferte — «Tu falta de querer» - Adrián Martin Vega — «Que bonito» (cover de Rosario Flores, segunda presentación) - Francisca Valenzuela — «Prenderemos fuego al cielo» - Américo — «Nada más», «Que levante la mano» - Noche de Brujas — Medley - Paulina Rubio — «El último adiós» |

## Recaudación

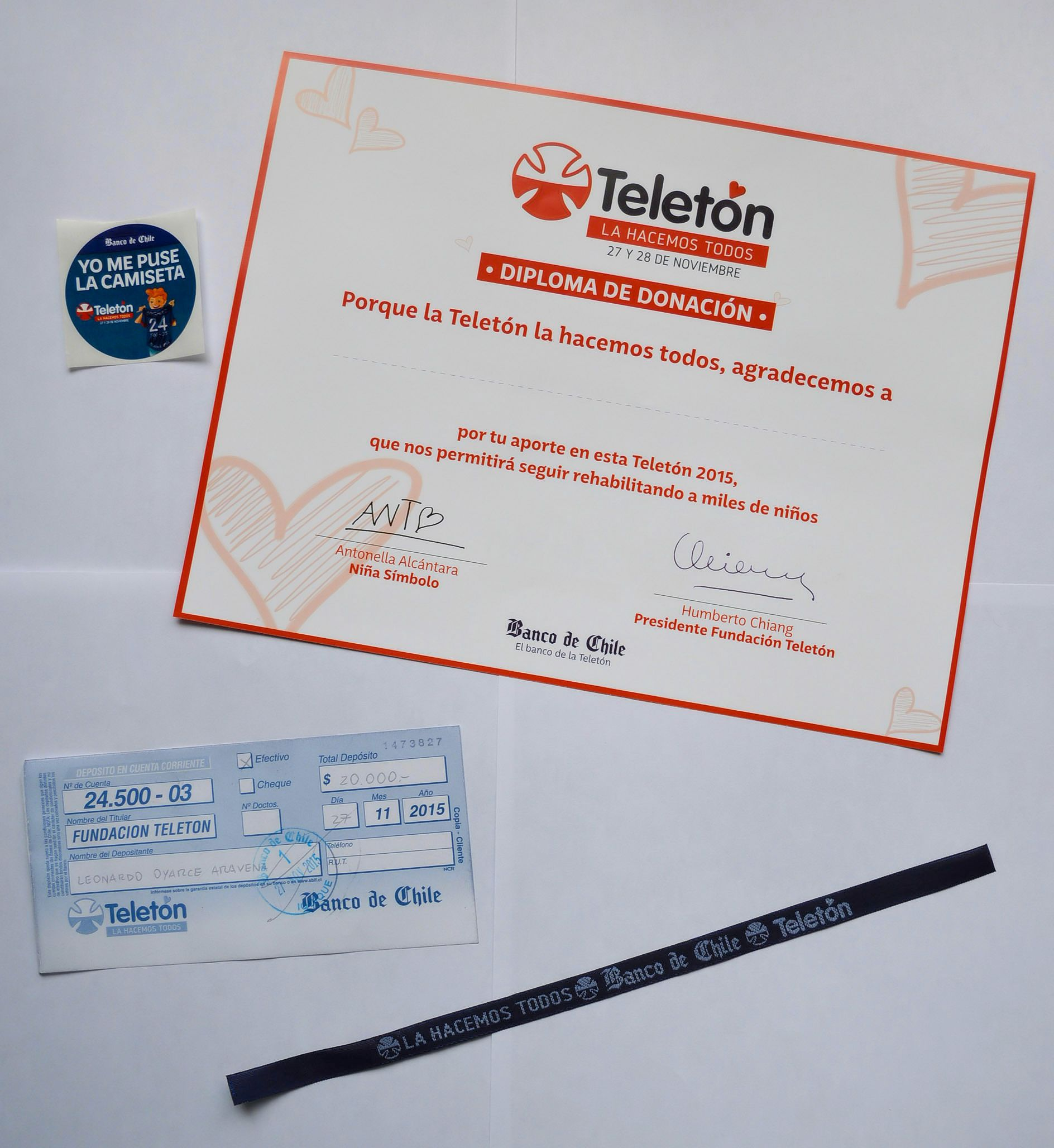
Comprobante de depósito, autoadhesivo, pulsera y diploma de donación de la Teletón 2015.

### Cómputos parciales
Este año, y tal como se hizo desde 1978 hasta 2003, volvió el antiguo sistema en cuanto a las donaciones de las empresas auspiciadoras, es decir, la donación de cada auspiciador ingresó en el cómputo solamente cuando la empresa se presentó en el escenario del Teatro Teletón o en el Estadio Nacional. Además, por primera y única vez la primera donación se entregó a través de la máquina de cómputo.
| Hora            | Monto en pesos   | % meta   | Monto en dólares | Monto en euros  |
| --------------- | ---------------- | -------- | ---------------- | --------------- |
| 23:04           | $ 206 850        | < 0,01 % | $ 290,09         | € 274,45        |
| 00:40           | $ 1 460 764 200  | 5,18 %   | $ 2 048 628,34   | € 1 938 152,47  |
| 02:11           | $ 1 659 398 146  | 5,89 %   | $ 2 327 199,75   | € 2 201 701,42  |
| 06:12           | $ 1 926 083 260  | 6,84 %   | $ 2 701 208,56   | € 2 555 541,15  |
| 07:46           | $ 2 276 651 153  | 8,08 %   | $ 3 192 857,60   | € 3 020 677,16  |
| 09:52           | $ 2 355 155 967  | 8,36 %   | $ 3 302 955,58   | € 3 124 837,91  |
| 11:37           | $ 3 257 155 488  | 11,56 %  | $ 4 567 952,21   | € 4 321 617,38  |
| 14:46           | $ 4 166 935 592  | 14,79 %  | $ 5 843 860,61   | € 5 528 720,19  |
| 16:08           | $ 5 573 989 487  | 19,78 %  | $ 7 817 163,69   | € 7 395 609,44  |
| 17:36           | $ 7 660 223 385  | 27,19 %  | $ 10 742 973,28  | € 10 163 639,62 |
| 19:16           | $ 9 701 501 201  | 34,43 %  | $ 13 605 734,84  | € 12 872 021,75 |
| 20:20           | $ 12 404 548 629 | 44,02 %  | $ 17 396 585,95  | € 16 458 444,56 |
| 21:05           | $ 17 867 283 260 | 63,41 %  | $ 25 057 721,82  | € 23 706 440,26 |
| 22:39           | $ 19 442 987 637 | 69 %     | $ 27 267 546,42  | € 25 797 096,20 |
| 23:24           | $ 22 736 103 365 | 80,69 %  | $ 31 885 930,57  | € 30 166 425,89 |
| 23:51           | $ 26 896 646 985 | 95,46 %  | $ 37 720 826,86  | € 35 686 665,17 |
| 00:48           | $ 29 145 885 902 | 103,44 % | $ 40 875 240,56  | € 38 670 971,58 |
| 01:10           | $ 30 601 978 621 | 108,61 % | $ 42 917 317,45  | € 40 602 925,90 |
| 18 de diciembre | $ 36 126 424 717 | 128,21 % | $ 50 664 999,71  | € 47 932 800,82 |

### Aportes de empresas auspiciadoras
En esta versión fueron 23 los auspiciadores de la campaña:
| Empresa         | Giro                     | Monto en pesos  | Monto en dólares | Monto en euros |
| --------------- | ------------------------ | --------------- | ---------------- | -------------- |
| Banco de Chile  | Banco                    | $ 1 200 000     | $ 1 682 923,24   | € 1 592 168,65 |
| Babysec         | Pañales                  | $ 460 000       | $ 645 120,57     | € 610 331,32   |
| Confort         | Papel higiénico          | $ 460 000       | $ 645 120,57     | € 610 331,32   |
| LadySoft        | Toallas femeninas        | $ 460 000       | $ 645 120,57     | € 610 331,32   |
| Aceite Belmont  | Aceite                   | $ 147 564 225   | $ 206 949,39     | € 195 789,28   |
| Bilz y Pap      | Gaseosa                  | $ 703 984 375   | $ 987 293,05     | € 934 051,55   |
| Cachantún       | Agua mineral             | $ 703 984 375   | $ 987 293,05     | € 934 051,55   |
| Cerveza Cristal | Cerveza                  | $ 703 984 375   | $ 987 293,05     | € 934 051,55   |
| Cannes          | Alimentos para perros    | $ 218 400 000   | $ 306 292,03     | € 289 774,69   |
| Claro           | Telecomunicaciones       | $ 332 992 754   | $ 454 379,11     | € 429 875,92   |
| Colún           | Productos lácteos        | $ 186 625 000   | $ 261 729,62     | € 247 615,40   |
| Copec           | Gasolinera               | $ 350 000       | $ 490 852,61     | € 464 382,52   |
| Daily Gotas     | Edulcorante              | $ 136 500 000   | $ 191 432,52     | € 181 109,18   |
| LAN Airlines    | Aerolínea                | $ 300 000       | $ 420 730,81     | € 398 042,16   |
| Lucchetti       | Pastas                   | $ 152 910 110   | $ 214 446,65     | € 202 882,24   |
| Omo             | Detergentes              | $ 170 000       | $ 238 414,13     | € 225 557,23   |
| Ripley          | Tiendas por departamento | $ 250 000       | $ 350 609,01     | € 331 701,80   |
| Sodimac         | Tienda de retail         | $ 155 000       | $ 217 377,58     | € 205 655,12   |
| Soprole         | Productos lácteos        | $ 290 000       | $ 406 706,45     | € 384 774,09   |
| Superior        | Bolsa de basura          | $ 330 000       | $ 462 803,89     | € 437 846,38   |
| Té Supremo      | Té                       | $ 330 000       | $ 462 803,89     | € 437 846,38   |
| Tapsin          | Farmacéutica             | $ 140 000       | $ 196 341,04     | € 185 753,01   |
| Watt's          | Néctar                   | $ 147 350 024   | $ 206 648,98     | € 195 505,07   |
| Total           | Total                    | $ 5 662 326 488 | $ 7 941 050,69   | € 7 512 815,61 |

### Tareas
La tareas de esta versión fueron las siguientes:
| Empresa        | Descripción | Estado   |
| -------------- | --- | -------- |
| Unimarc        | Buzones ubicados en los 290 supermercados y un sitio web especial recibíeron buenos deseos; mensajes en apoyo a la campaña y obra de la Teletón, de los que se harán 13 libros, uno para cada centro de rehabilitación. La cadena solicitaba la "mayor cantidad" de éstos durante la jornada, pero esta acción no conllevó la realización de un aporte extra por parte de la empresa, porque la donación de la cadena ya estaba comprometida, la cual fue de $ 828 500 000. Fueron recibidos 206 200 buenos deseos, número superior al año anterior. | Cumplida |
| CCU            | La empresa puso más de 80 puntos de reciclaje de botellas a lo largo del país 15 días antes de la Teletón para recolectar 27 toneladas de botellas. Si se lograba dicha meta, donaría $ 200 000 000 adicionales a su aporte como auspiciador. A las 22:53 fue superada la meta y se recolectaron 30 toneladas, con lo que CCU donó finalmente $ 250 000 | Cumplida |
| Banco de Chile | 20 días antes de la Teletón, el banco lanzó el juego Juntamonedas Dash, en el que se invitaba a los internautas a recolectar el valor de la meta ($28 176 895 804) en "monedas virtuales". La tarea se cumplió en la madrugada de sábado y adicionó $ 200 millones al aporte del banco. | Cumplida |
| Cuprum         | Se realizó la Corrida Cuprum, que comenzó a las 10 de la mañana del sábado frente al Palacio de La Moneda: la donación de $ 300 000 000 se haría efectiva si se lograra reunir en el lugar a los 10 000 inscritos en los circuitos de 5 y 10K, y si además se rompía la meta de 17 millones de corazones por parte de los "corredores virtuales" inscritos en un sitio web especial. A las 11:33 se lograron reunir 25 000 corredores y más de 23 millones de corazones, con lo cual Cuprum donó para la campaña un total de $313 706 021.           | Cumplida |

### Subastas
| Objeto | Mayor oferta |
| --- | ------------ |
| Camiseta de Universidad de Chile de Sebastián Ubilla con el distintivo de "Claro con la Teletón", firmada por varios jugadores del plantel | $ 220 000    |
| Camiseta de Universidad de Chile de Gustavo Canales, firmada por varios jugadores del plantel                                              | $ 240 000    |
| Camiseta de Universidad de Chile de Gustavo Lorenzetti                                                                                     | $ 180 000    |
| Camiseta de Colo-Colo de Justo Villar | $ 260 000    |
| Camiseta de Colo-Colo de Jaime Valdés, firmada por varios jugadores del plantel                                                            | $ 520 000    |
| Camiseta de Colo-Colo de Gonzalo Fierro | $ 200 000    |
| Camiseta de recambio de Colo-Colo de Esteban Paredes                                                                                       | $ 340 000    |
| Camiseta del Bayern Munich de Arturo Vidal, firmada por todos los jugadores del plantel                                                    | $ 1 160 000  |
| Camiseta del Al-Wahda autografiada por Jorge Valdivia                                                                                      | $ 340 000    |
| Camiseta del Manchester City autografiada por todos los jugadores del plantel enviada por Manuel Pellegrini                                | $ 720 000    |
| Buzo del Manchester City enviada por Manuel Pellegrini                                                                                     | $ 240 000    |
| Camiseta de Universidad Católica autografiada por todos los jugadores del plantel                                                          | $ 340 000    |
| Camiseta de Universidad de Chile de Johnny Herrera                                                                                         | $ 280 000    |
| Camiseta de la selección chilena Campeón de América autografiada por Eugenio Mena                                                          | $ 240 000    |
| Camiseta de la selección chilena Campeón de América autografiada por Miiko Albornoz                                                        | $ 200 000    |
| Camiseta de la selección chilena Campeón de América autografiada por Mauricio Isla                                                         | $ 280 000    |
| Camiseta de la selección chilena Campeón de América autografiada por Francisco Silva                                                       | $ 220 000    |
| Camiseta de la selección chilena Campeón de América autografiada por Carlos Carmona                                                        | $ 240 000    |
| Camiseta de la selección chilena Campeón de América autografiada por Alexis Sánchez                                                        | $ 820 000    |
| Camiseta de la selección chilena Campeón de América autografiada por Arturo Vidal                                                          | $ 500 000    |
| Camiseta de la selección chilena Campeón de América autografiada por Eduardo Vargas                                                        | $ 460 000    |
| Camiseta de la selección chilena Campeón de América autografiada por Jorge Valdivia                                                        | $ 400 000    |
| Camiseta de la selección chilena Campeón de América autografiada por Mark González                                                         | $ 320 000    |
| Camiseta de la selección chilena Campeón de América autografiada por Enzo Roco                                                             | $ 220 000    |
| Camiseta de la selección chilena Campeón de América autografiada por Matías Fernández                                                      | $ 360 000    |
| Camiseta de la selección chilena Campeón de América autografiada por Jean Beausejour                                                       | $ 420 000    |
| Camiseta de la selección chilena Campeón de América autografiada por Felipe Gutiérrez                                                      | $ 260 000    |
| Camiseta de la selección chilena Campeón de América autografiada por Gary Medel                                                            | $ 640 000    |
| Camiseta de la selección chilena Campeón de América autografiada por Gonzalo Jara                                                          | $ 380 000    |
| Camiseta de la selección chilena Campeón de América autografiada por Fabián Orellana                                                       | $ 220 000    |
| Camiseta de la selección chilena Campeón de América autografiada por Bryan Rabello                                                         | $ 180 000    |
| Camiseta de la selección chilena Campeón de América autografiada por Marcelo Díaz                                                          | $ 320 000    |
| Camiseta de la selección chilena Campeón de América autografiada por Mauricio Pinilla                                                      | $ 300 000    |
| Camiseta de la selección chilena Campeón de América autografiada por Johnny Herrera                                                        | $ 320 000    |
| Temporada 4 de The Walking Dead autografiada por Tyreese                                                                                   | $ 140 000    |
| Polera Team Chile autografiada por diversos deportistas                                                                                    | $ 280 000    |
| Camioneta Chevrolet D-Max de Ignacio Casale                                                                                                | $ 14 400 000 |
| Vestido Lady Gaga por Versace de Cecilia Bolocco                                                                                           | $ 520 000    |
| Cuadro pintado por artista en situación de discapacidad                                                                                    | $ 660 000    |
| Patineta de Karol Lucero | $ 400 000    |
| Patineta de Jeloz | $ 380 000    |
| Casco y Tricota de Adolfo Almarza | $ 400 000    |
| Camiseta del Inter de Milán autografiada por Gary Medel                                                                                    | $ 520 000    |
| Afiche firmado por Daniel Radcliffe y James McAvoy                                                                                         | $ 200 000    |
| Total aporte de subastas | $ 30 240 000 |

## Controversias
El 28 de octubre, la Fiscalía Nacional Económica denunció a Empresas CMPC de haberse coludido junto con SCA en asignar cuotas de mercado y fijar precios de venta de productos de la categoría de papeles tissue, lo que rápidamente se conoció como el «Cartel del confort». Por este motivo, dicha firma decidió suspender la publicidad de estas tres marcas asociadas a la campaña; mientras que personeros de la fundación señalaron que CMPC mantuvo su aporte, pero que evitaron toda exposición pública para evitar perjudicar a la Teletón, dado el desprestigio que el caso colusión ocasionó a su imagen corporativa. Incluso, la fundación evaluó la posibilidad de que CMPC fuera excluida de la campaña solidaria, sin embargo se mantuvo como auspiciador, pero canceló las apariciones de sus representantes durante la transmisión televisiva.